# خسوس لاندارابورو
خسوس لاندارابورو (انگلیسی: Jesús Landáburu؛ زادهٔ ۲۴ ژانویهٔ ۱۹۵۵) بازیکن فوتبال اهل اسپانیا است.
از باشگاه‌هایی که در آن بازی کرده‌است می‌توان به باشگاه فوتبال رایو وایکانو، باشگاه فوتبال اتلتیکو مادرید، باشگاه فوتبال رئال وایادولید، و باشگاه فوتبال بارسلونا اشاره کرد.
وی همچنین در تیم‌های ملی فوتبال Spain national amateur football team و اسپانیا بازی کرده‌است.